# Bossiaea
Bossiaea is een geslacht uit de vlinderbloemenfamilie (Fabaceae). De soorten komen voor in Australië.

## Soorten
- Bossiaea alpina I.Thomps.
- Bossiaea angustifolia (Meisn.) Keighery
- Bossiaea aquifolium Benth.
- Bossiaea arcuata J.H.Ross
- Bossiaea arenicola J.H.Ross
- Bossiaea arenitensis R.L.Barrett
- Bossiaea armitii F.Muell.
- Bossiaea atrata J.H.Ross
- Bossiaea aurantiaca J.H.Ross
- Bossiaea barbarae J.H.Ross
- Bossiaea barrettiorum J.H.Ross
- Bossiaea bombayensis K.L.McDougall
- Bossiaea bossiaeoides (A.Cunn. ex Benth.) Court
- Bossiaea bracteosa F.Muell. ex Benth.
- Bossiaea brownii Benth.
- Bossiaea buxifolia A.Cunn.
- Bossiaea calcicola J.H.Ross
- Bossiaea carinalis Benth.
- Bossiaea celata J.H.Ross
- Bossiaea cinerea R.Br.
- Bossiaea concinna Benth.
- Bossiaea concolor (Maiden & Betche) I.Thomps.
- Bossiaea cucullata J.H.Ross
- Bossiaea dasycarpa I.Thomps.
- Bossiaea decumbens F.Muell.
- Bossiaea dentata (R.Br.) Benth.
- Bossiaea disticha Lindl.
- Bossiaea distichoclada F.Muell.
- Bossiaea divaricata Turcz.
- Bossiaea ensata Sieber ex DC.
- Bossiaea eremaea J.H.Ross
- Bossiaea eriocarpa Benth.
- Bossiaea flexuosa J.H.Ross
- Bossiaea foliosa A.Cunn.
- Bossiaea fragrans K.L.McDougall
- Bossiaea grayi K.L.McDougall
- Bossiaea halophila J.H.Ross
- Bossiaea hendersonii Bosse
- Bossiaea heterophylla Vent.
- Bossiaea inundata J.H.Ross
- Bossiaea kiamensis Benth.
- Bossiaea laxa J.H.Ross
- Bossiaea lenticularis Sieber ex DC.
- Bossiaea leptacantha Pritz.
- Bossiaea linophylla R.Br.
- Bossiaea milesiae K.L.McDougall
- Bossiaea modesta J.H.Ross
- Bossiaea moylei Keighery
- Bossiaea neoanglica F.Muell.
- Bossiaea nummularia Endl.
- Bossiaea obcordata (Vent.) Druce
- Bossiaea obovata I.Thomps.
- Bossiaea oligosperma A.T.Lee
- Bossiaea ornata (Lindl.) Benth.
- Bossiaea oxyclada Turcz.
- Bossiaea peduncularis Turcz.
- Bossiaea peninsularis I.Thomps.
- Bossiaea phylloclada F.Muell.
- Bossiaea praetermissa J.H.Ross
- Bossiaea preissii Meisn.
- Bossiaea prostrata R.Br.
- Bossiaea pulchella Meisn.
- Bossiaea reptans T.D.Macfarl. & J.H.Ross
- Bossiaea rhombifolia Sieber ex DC.
- Bossiaea riparia A.Cunn. ex Benth.
- Bossiaea rosmarinifolia Lindl.
- Bossiaea rufa R.Br.
- Bossiaea rupicola A.Cunn. ex Benth.
- Bossiaea saxosa J.H.Ross
- Bossiaea scolopendria (Andrews) Sm.
- Bossiaea scortechinii F.Muell.
- Bossiaea sericea I.Thomps.
- Bossiaea simulata J.H.Ross
- Bossiaea smithiorum J.H.Ross
- Bossiaea spinescens Meisn.
- Bossiaea spinosa (Turcz.) Domin
- Bossiaea stephensonii F.Muell.
- Bossiaea tasmanica I.Thomps.
- Bossiaea vombata J.H.Ross
- Bossiaea walkeri F.Muell.
- Bossiaea webbii F.Muell.
- Bossiaea zarae R.L.Barrett

... · 
Abrus · 
Acacia · 
Acosmium · 
Adenanthera · 
Adenocarpus · 
Adenodolichos · 
Adenopodia · 
Adesmis · 
Aenictophyton · 
Aeschynomene · 
Afzelia · 
Aganope · 
Albizia · 
Alhagi · 
Alysicarpus · 
Amblygonocarpus · 
Amherstia · 
Andira · 
Angylocalyx · 
Aotus · 
Anthyllis · 
Arachis · 
Archidendropsis · 
Aspalathus · 
Astragalus (hokjespeul) · 
Austrosteenisia · 
Baphia · 
Bauhinia · 
Brachystegia · 
Bolusafra · 
Butea · 
Caesalpinia · 
Cajanus · 
Calicotome · 
Carmichaelia · 
Carrissoa · 
Cassia · 
Castanospermum · 
Ceratonia · 
Chamaecytisus · 
Cicer · 
Clianthus · 
Clitoria · 
Cordyla · 
Coronilla · 
Crotalaria · 
Cyamopsis · 
Cyclopia (honingbos) · 
Cytisus · 
Dalbergia · 
Daviesia · 
Delonix · 
Derris · 
Dialium · 
Dicraeopetalum · 
Dichrostachys · 
Dipteryx · 
Enterolobium · 
Eperua · 
Erythrina (koraalboom) · 
Erythrophleum · 
Faidherbia · 
Genista (heidebrem) · 
Glycine · 
Glycyrrhiza · 
Hardenbergia · 
Hovea · 
Indigofera · 
Inga · 
Lathyrus · 
Lens · 
Lonchocarpus · 
Lotus (rolklaver) · 
Lupinus (lupine) · 
Macrotyloma · 
Medicago (rupsklaver) · 
Melilotus (honingklaver) · 
Mimosa · 
Mora · 
Myroxylon · 
Newtonia · 
Onobrychis · 
Ononis (stalkruid) · 
Ormosia · 
Ougeinia · 
Pachyrhizus · 
Parkia · 
Parkinsonia · 
Parochetus · 
Pericopsis · 
Phaseolus · 
Physostigma · 
Pisum (erwt) · 
Prosopis · 
Psophocarpus · 
Psoralea · 
Pterocarpus · 
Pueraria · 
Racosperma · 
Robinia · 
Rothia · 
Securigera · 
Senegalia · 
Senna · 
Serianthes · 
Sesbania · 
Sophora · 
Spartium · 
Sphenostylis · 
Streblorrhiza · 
Strongylodon · 
Stylosanthes · 
Styphnolobium · 
Swainsona · 
Tamarindus · 
Tephrosia · 
Teramnus · 
Tetragonolobus · 
Tetrapleura · 
Trifolium (klaver) · 
Trigonella (hoornklaver) · 
Ulex · 
Uraria · 
Vachellia · 
Vicia (wikke) · 
Vigna · 
Viminaria · 
Virgilia · 
Wisteria (blauweregen) · 
Zornia · 
Zygocarpum · 
...